# Uromyces bulbinus
Uromyces bulbinus är en svampart som beskrevs av Thüm. 1877. Uromyces bulbinus ingår i släktet Uromyces och familjen Pucciniaceae.   Inga underarter finns listade i Catalogue of Life.